# Eva (persoon)

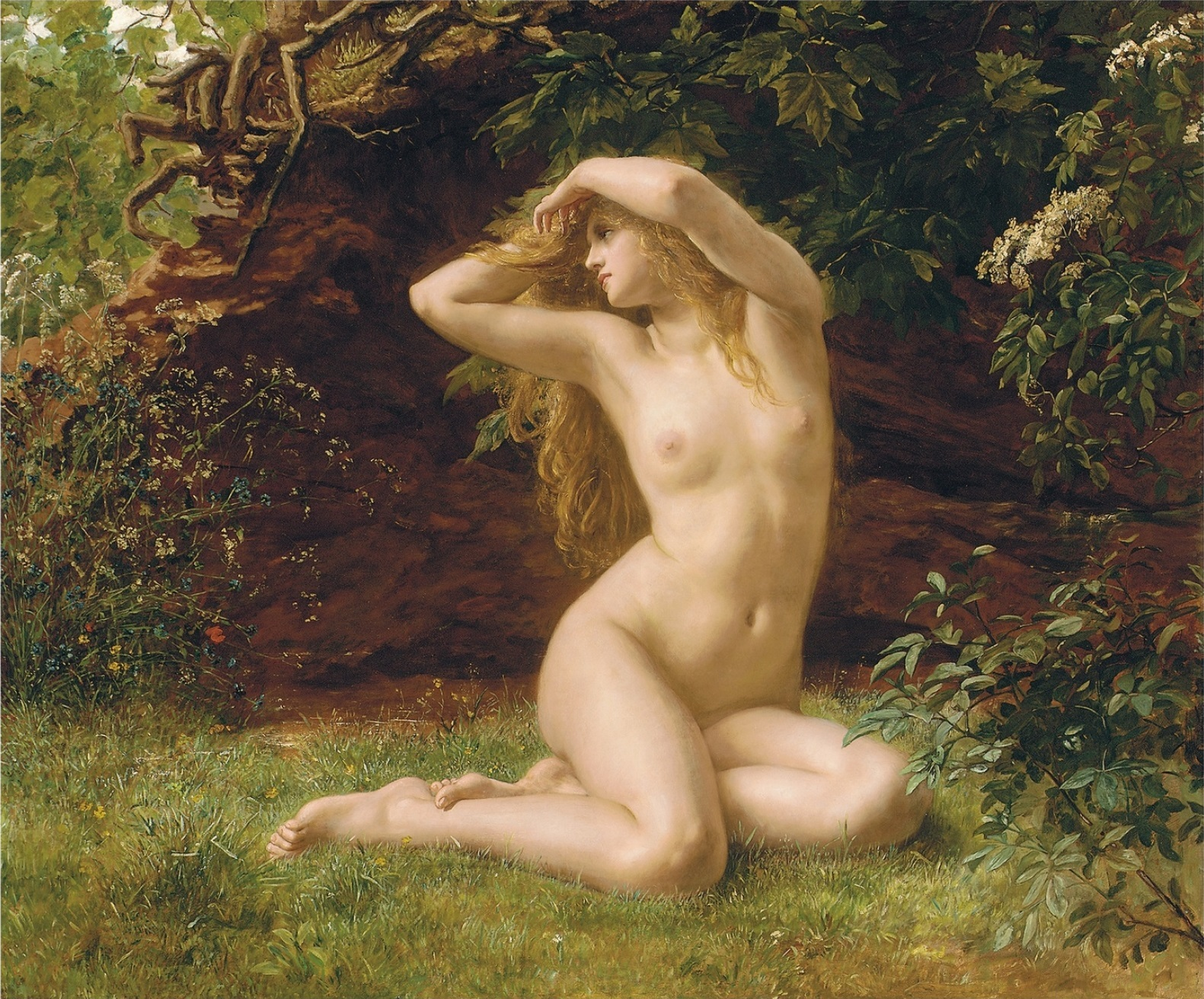
"The First Awakening of Eve" ("Ontwaking van Eva") door Valentine Cameron Prinsep, 19e eeuw

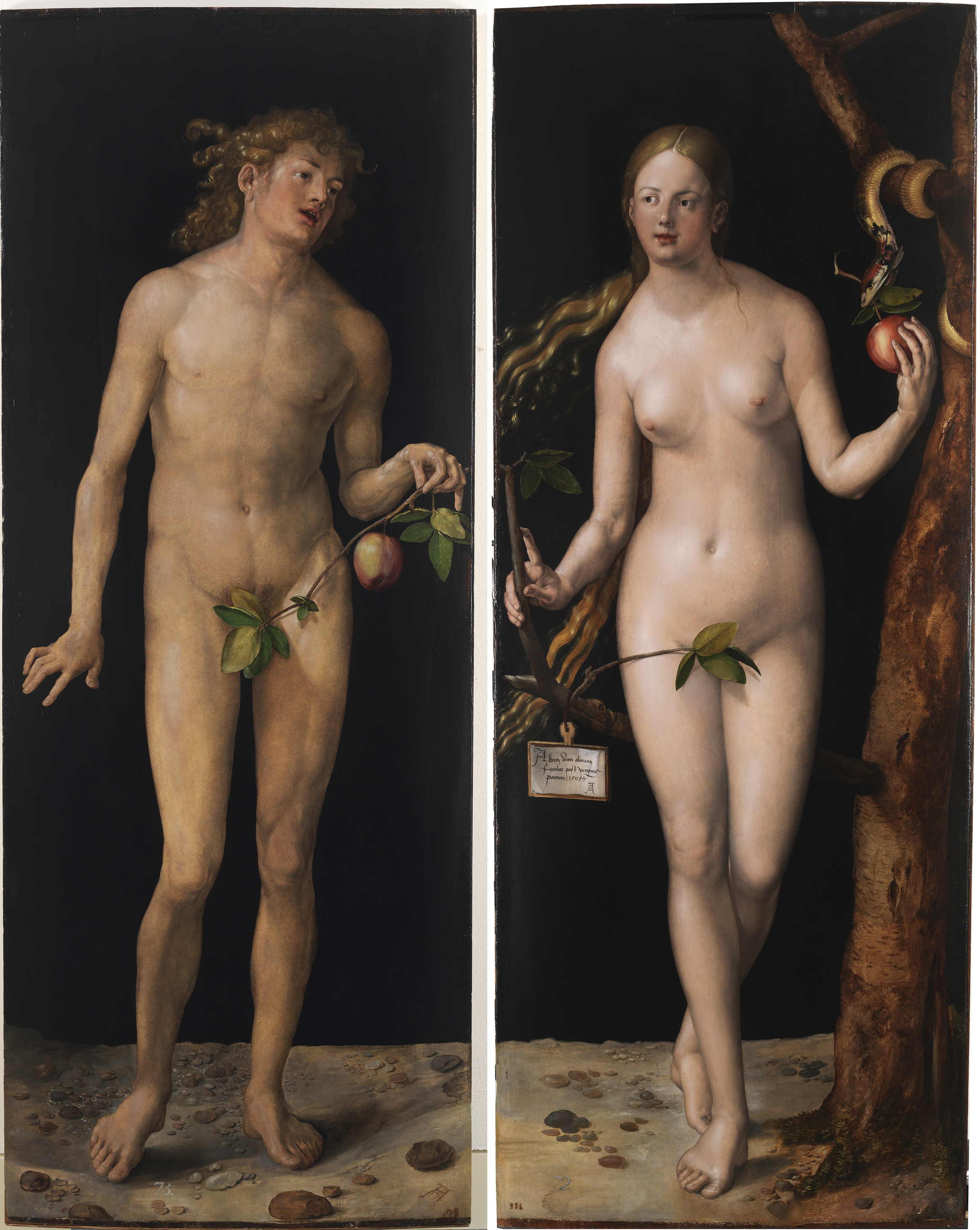
Schilderij van Albrecht Dürer uit 1507

Eva (Hebreeuws: חַוָּה, ḥawwāh, "moeder van alle levenden", was volgens Genesis 3:20 en 4:1 in de Hebreeuwse Bijbel de eerste vrouw, rechtstreeks door God gemaakt uit een rib van Adam, de eerste man.
In de Bijbel is Eva de eerste mens die zondigde door een vrucht te eten van de boom van de kennis van goed en kwaad. Zij deed dat op aanraden van een sprekende slang. 

## Eva in de Hebreeuwse Bijbel
Het scheppingsverhaal in het eerste hoofdstuk van Genesis stelt slechts in algemene termen dat God de mens schiep en dat hij de mensen zowel mannelijk als vrouwelijk schiep, wat soms geïnterpreteerd is als een gelijktijdige schepping van man en vrouw. Genesis 2 beschrijft echter één man, Adam, als eerste mens. Na een aantal andere gebeurtenissen wordt verteld dat God vond dat Adam een levensgezel nodig had. Aangezien er nog geen andere mensen waren, schiep Hij de vrouw uit een van Adams ribben.
Samen leefden Adam en Eva in de Hof van Eden. Een slang wist Eva echter te verleiden tot het eten van de vruchten van de verboden boom van de kennis van goed en kwaad. Hierop bracht zij Adam ertoe er ook van te eten, wat leidde tot de zondeval, waarna zij uit het Paradijs werden verdreven.
Adam en Eva kregen minstens drie zoons: Kaïn, Abel en Seth en een aantal dochters waarover verder niets gezegd wordt.

## Jodendom
Volgens een joodse traditie was Eva de tweede vrouw van Adam. De eerste was Lilith.

## Christendom
In het Nieuwe Testament wordt Eva tweemaal genoemd (2 Korintiërs 11:3; 1 Timoteüs 2:13).
In de Rooms-katholieke theologie wordt Maria gezien als de "nieuwe Eva". In de beeldende kunst wordt zij vaak voorgesteld als een vrouw die de slang vertrapt.

## Gnostiek
In de gnostische literatuur worden Kaïn en Abel bij Eva verwekt als gevolg van een verkrachting van haar door de archonten, de dienaren van de demiurg. Seth is de zoon van Adam en Eva. In die literatuur wordt een dochter met de naam Norea genoemd. In het Wezen van de Wereldheersers is zij een dochter van Eva, maar Adam wordt niet als de vader genoemd. De tekst maakt duidelijk dat het hier om een maagdelijke geboorte handelt.

## Begraafplaats
Volgens sommige joodse tradities liggen Adam en Eva in de Grot van Machpela begraven in de omgeving van de Palestijnse stad Hebron. 